# Гідродомкрат

Гідравлічний домкрат складено з нерухомого поршня 1 та циліндра 2, який по ньому ковзає і на якому змонтовано корпус 3, що утворює масляну ванну домкрата, та плунжерний насос 4 ручного приводу із всмоктувальним 5 та нагнітальним 6 клапанами.

Гідродомкрат (рос. гидродомкрат, англ. hydraulic jack, нім. hydraulischer Hebebock m) –
1) Гідравлічний механізм для піднімання важких предметів.
2) Устаткування, призначене для пересування і підйому гірничих машин та іншого обладнання за допомогою силового гідравлічного циліндра.

## Бурове обладнання
Гідравлічний домкрат у бурінні свердловин — комплект ловильного інструменту, який містить у собі перепускний клапан, гідравлічний якір та домкрат, створює велике підіймальне зусилля і призначений для вивільнення прихоплених хвостовиків, пакерів та іншого свердловинного обладнання без створення навантаження на ловильну колону або вишку.